# Chipping Warden
Chipping Warden est un village du Northamptonshire, en Angleterre.